# Premio Lumière
Il Premio Lumière (Prix Lumière), talvolta chiamato anche Trophée Lumière, è un premio cinematografico assegnato annualmente a partire dal 1996 dall'Académie des Lumières ai migliori film e alle principali figure professionali del cinema francese e francofono dell'anno precedente.
L'Académie Lumière, che riunisce oltre duecento rappresentanti della critica internazionale a Parigi, è stata creata nel 1995 per iniziativa del produttore francese Daniel Toscan du Plantier e del giornalista statunitense Edward Behr, su modello dell'associazione della stampa straniera a Hollywood (Hollywood Foreign Press Association) che assegna il Golden Globe fin dal 1944.
Il Lumière, la cui cerimonia di premiazione si svolge abitualmente tra la fine di gennaio e l'inizio di febbraio, costituisce in effetti per il cinema francese l'equivalente del Golden Globe per il cinema statunitense e, analogamente a ciò che quest'ultimo rappresenta rispetto all'Oscar, è a sua volta una sorta di anticipazione del successivo César.
Il trofeo, modellato a forma di pantera, è stato ideato dall'artista Joëlle Bellet, che scolpisce personalmente ciascun esemplare consegnato ai vincitori.

## Premi
Il premio viene assegnato attualmente in otto categorie, a cui si aggiungono il Premio del pubblico mondiale assegnato da TV5MONDE e il Premio della CST assegnato dalla Commission supérieure technique de l'image et son, nell'ambito della stessa cerimonia.
È stato assegnato solo episodicamente anche un Premio Lumière onorario.

### Premi attuali
- Miglior film (Meilleur film)
- Miglior regista (Meilleur réalisateur)
- Migliore sceneggiatura (Meilleur scénario)
- Miglior attrice (Meilleure actrice)
- Miglior attore (Meilleur acteur)
- Rivelazione femminile (Revelation feminine de l'année) (dal 2014)
- Rivelazione maschile (Revelation masculine de l'année) (dal 2014)
- Migliore opera prima (Prix Heike Hurst du meilleur premier film) (dal 2014)
- Miglior film francofono (Meilleur film francophone) (dal 2003)
- Premio del pubblico mondiale (Prix du public mondial) (dal 2006, assegnato da TV5MONDE)
- Premio della CST (Prix de la CST) (dal 2008, assegnato dalla Commission supérieure technique de l'image et son)
- Miglior Storia

### Premi non più assegnati
- Miglior film straniero (Meilleur film étranger) (fino al 2002, poi sostituito dal premio al miglior film francofono)
- Migliore promessa femminile (Meilleur espoir féminin) (dal 2000 al 2013, poi sostituito dal premio alla rivelazione femminile)
- Migliore promessa maschile (Meilleur espoir masculin) (dal 2000 al 2013, poi sostituito dal premio alla rivelazione maschile)

## Edizioni
1996 - 1997 - 1998 - 1999 - 2000 - 2001 - 2002 - 2003 - 2004 - 2005 - 2006 - 2007 - 2008 - 2009 - 2010 - 2011 - 2012 - 2013 - 2014 - 2015 - 2016 - 2017 - 2018 - 2019 - 2020 - 2021 - 2022 - 2023